# Theridion cynicum
Theridion cynicum là một loài nhện trong họ Theridiidae.
Loài này thuộc chi Theridion. Theridion cynicum được Willis J. Gertsch & Mulaik miêu tả năm 1936.